# Вачнадзе, Вахтанг Дмитриевич
Вахтанг Дмитриевич Вачнадзе (1929—2018) — советский и российский конструктор ракетной техники, генеральный директор НПО «Энергия» с 1977 по 1991 год, кандидат технических наук (1991).
Вахтанг Дмитриевич принимал непосредственное участие в организации производства космической техники, разработках технологий изготовления первых отечественных баллистических ракет, ракет-носителей, пилотируемых космических кораблей «Восток», «Восход» и «Союз», лунных программ Л-1 и Н-1, программ орбитальных станций «Салют», «Мир», разгонных блоков Д и ДМ, грузовых кораблей «Прогресс», возглавлял работы по созданию многоразовой космической системы «Энергия — Буран».

## Биография
Родился 20 июня 1929 года в городе Бобруйске Белорусской ССР.
В 1953 году окончил Московский авиационный институт по специальности инженер-механик.
В 1953—1964 годах — мастер, помощник начальника цеха и начальник технического бюро, заместитель начальника цеха, заместитель начальника производства, начальник цеха завода № 88 (город Калининград, ныне Королёв Московской области); в 1964—1966 годах работал заместителем главного инженера — начальником производства завода № 88. В 1966—1974 годах был первым заместителем директора — главным инженером Завода экспериментального машиностроения, расположенного в этом же городе.
В 1974—1977 годах — начальник 3-го Главного управления, член коллегии Министерства общего машиностроения СССР (Москва).
Затем работал в городе Королёве: в 1977—1991 годах — генеральный директор НПО «Энергия», в 1991—1992 годах — генеральный директор коммерческо-технического Центра космонавтики ГКБ НПО «Энергия», с 1992 года — научный консультант РКК «Энергия» им. С. П. Королева.
Умер 25 октября 2018 года. Похоронен на Троекуровском кладбище города Москвы, участок 17

## Награды
- Орден Ленина (1965)
- Орден Октябрьской Революции (1976)
- Орден Трудового Красного Знамени (1957).
- Орден «Знак Почёта» (1956).
- Медаль «За заслуги в освоении космоса» (5 сентября 2011 года) — за большой вклад в разработку, создание и производство ракетно-космической техники, многолетнюю добросовестную работу[5].
- Медаль «В память 850-летия Москвы».
- Медаль «Ветеран труда».
- Медаль «За доблестный труд. В ознаменование 100-летия со дня рождения Владимира Ильича Ленина».
- Ленинская премия (1960).
- Государственная премия СССР (1989).
- Почётный знак «За заслуги в космонавтике» II степени (Российская академия космонавтики имени К. Э. Циолковского).
- Знак Циолковского (Роскосмос).
- Почётный гражданин города Королёва (2003)[6].

## Память
Музей космической техники РКК «Энергия» носит имя Вахтанга Вачнадзе.